# Mikoyan-Gourevitch MiG-AT
Dimensions
Le Mikoyan MiG-AT est un avion d'entraînement et de combat russe biplace léger qui a effectué son premier vol en 1996, destiné à remplacer les Aero L-29 et L-39 Albatros pour l'armée de l'air russe.

## Conception
Le MiG-AT est un appareil plus conventionnel que son concurrent le Yak-130 .
Il possède des ailes basses et droites, un moteur monté sur chaque côté du fuselage et le plan horizontal de la queue est situé à mi-hauteur du plan vertical de celle-ci. Deux prototypes ont été construits.
Le premier vol a eu lieu entre le 16 et 22 mars 1996 à Zhukovsky et a duré sept minutes.

### Sources
- (en) http://www.aviation.ru